# Großweidenmühle

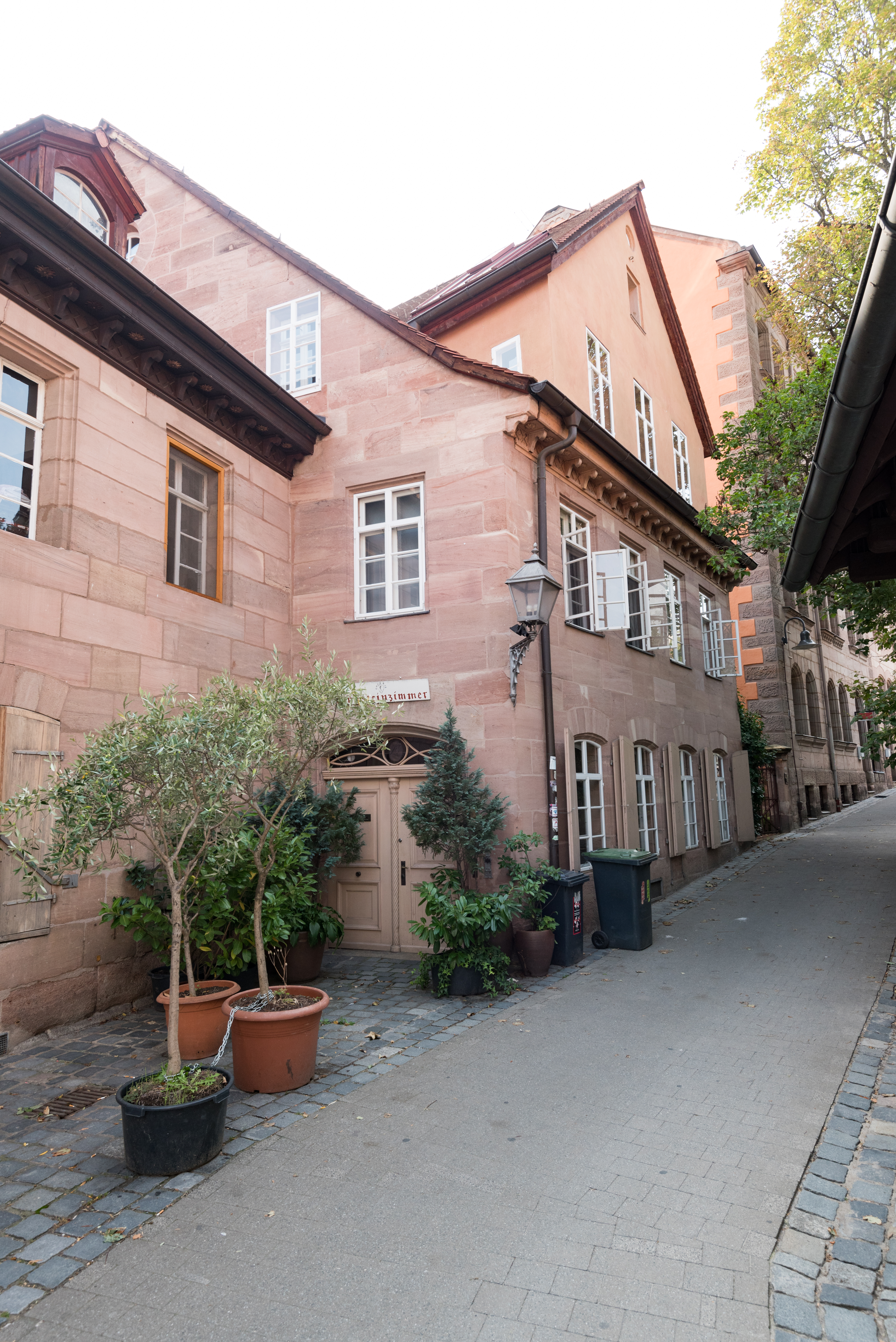
Sogenannte Fehnsche Mühle

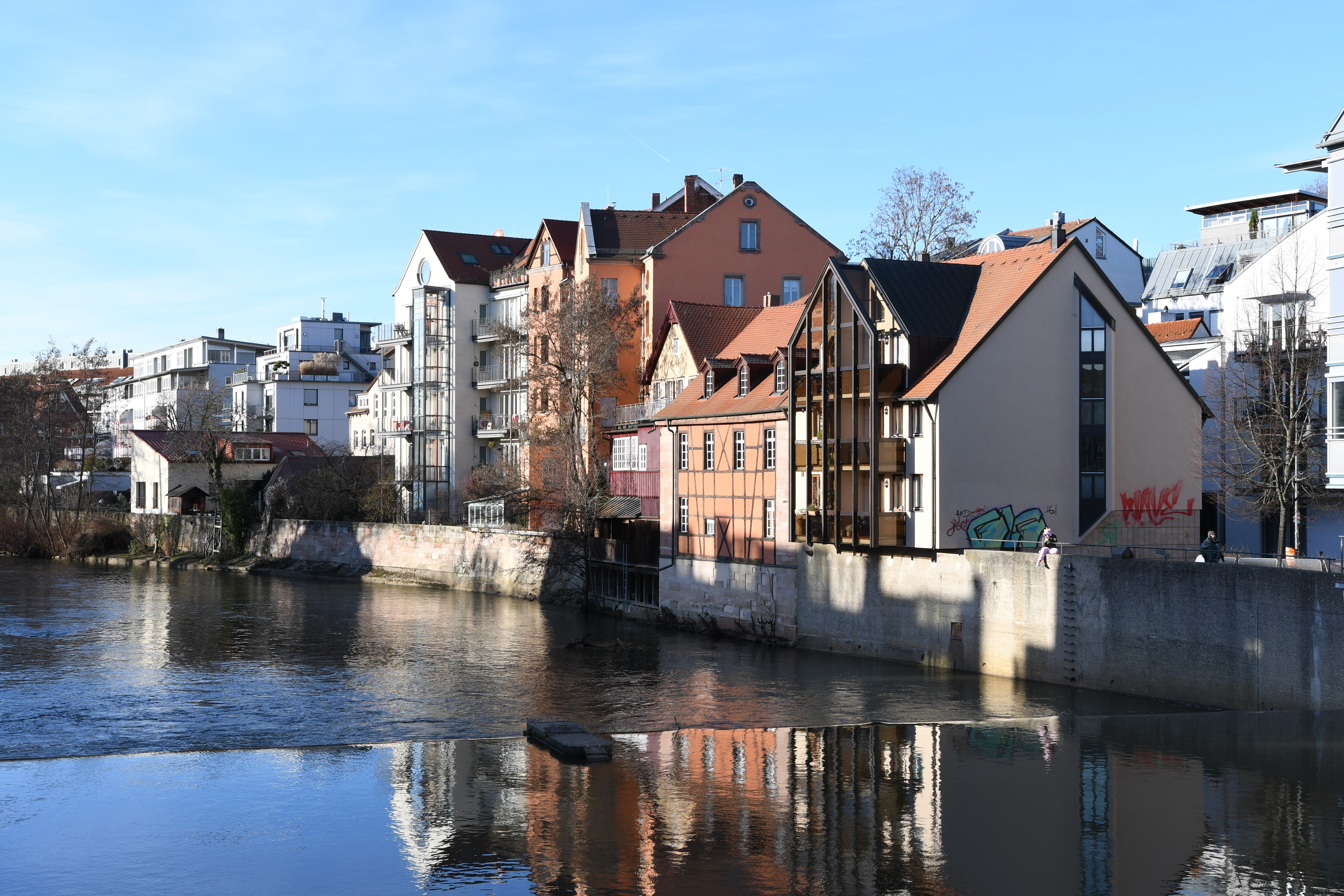
Pegnitzufer in Großweidenmühle

Großweidenmühle ist ein amtlich nicht benannter Stadtteil von Nürnberg, der offiziell zum Stadtteil St. Johannis zählt.

## Geographie
Großweidenmühle lag am Nordufer der Pegnitz auf einer Höhe von 296 m ü. NHN. Ihr gegenüber befand sich am Südufer die Kleinweidenmühle. Etwas weiter westlich befand sich das Sebastiansspital und St. Johannis. Im Norden befanden sich die Barockgärten von St. Johannis. Heute ist der Ort in der Großweidenmühlenstraße aufgegangen.

## Geschichte
König Heinrich VII. schenkte 1234 der Deutschordenskommende Nürnberg u. a. die beiden Weidenmühlen. 1431 verkaufte die Kommende die Weidenmühlen an die Reichsstadt Nürnberg. In der Großweidenmühle am nördlichen Flussufer (auch „Weidenmühle in der Sebalder Pfarr“ genannt) wurde neben vier Getreiderädern ab 1439 ein Drahtzugrad betrieben (daher der Name „Drahtziehmühle“), und auch später wurden neben den Mahlmühlen hier stets Hammerwerke unterhalten. 1515 kaufte die Patrizierfamilie Imhoff die Großweidenmühle, weswegen sie auch von da an als „Imhoffsche Weidenmühle“ bezeichnet wurde. Ab 1700 trieb ein Wasserrad das Weidenmühlpumpwerk an, das die Barockgärten in St. Johannis mit Wasser versorgte.
Gegen Ende des 18. Jahrhunderts gab es in Großweidenmühle 8 Anwesen (1 Mahlmühle mit 2 Häusern, 1 Zainhammer mit 4 Häusern, 1 Kupferhammer mit 2 Häusern). Das Hochgericht übte die Reichsstadt Nürnberg aus, was aber vom brandenburg-bayreuthischen Oberamt Baiersdorf bestritten wurde. Die Grundherrschaft hatten der von Imhoff’sche Familienfideikommiss und die Nürnberger Eigenherren von Ebner und von Holzschuher gemeinsam inne.
Im Rahmen des Gemeindeedikts wurde Großweidenmühle dem 1808 gebildeten Steuerdistrikt St. Johannis zugeordnet. Es gehörte auch der 1810 gegründeten Munizipalgemeinde St. Johannis an. In der freiwilligen Gerichtsbarkeit unterstand der gesamte Ort von 1824 bis 1848 dem Patrimonialgericht Ziegelstein. 1825 wurde Großweidenmühle nach Nürnberg eingemeindet.
Im 19. Jahrhundert wurde der Mühlenkomplex dreigeteilt: Im vorderen „Leykaufschen Eisenhammer“ (Großweidenmühlstraße 1, 3) zog 1856 die Bleistiftfabrik  Lyra ein, den „Engelhardtschen Hammer“ (Haus Nr. 9, 11) wurde 1860 zur „Fehnschen Kunstmühle“ (Untere Mühle) umgebaut. Die Mahlmühle (Haus Nr. 5), „Vordere Mühle“ oder ab 1856 „Haberstumpfmühle“ genannt, war als solche bis ins 20. Jahrhundert in Betrieb. Den Zweiten Weltkrieg überstand lediglich die Fehnsche Kunstmühle unbeschadet. Hier wurde erst 1967 der Mühlenbetrieb eingestellt.

### Einwohnerentwicklung
| Jahr      | 001818 | 001840 |
| Einwohner | 8      | 118    |
| Häuser    | 1      | 15     |
| Quelle    | [ 6 ]  | [ 7 ]  |

## Baudenkmäler
- Ensemble Weidenmühle
- Großweidenmühlstr. 9, 11: Ehemalige Fehnsche Mühle